# Çağan
Çağan è un comune dell'Azerbaigian situato nel distretto di Şamaxı. 